# Фабер, Эммануэль
Эммануэль Фабер (22 декабря 1964, Гренобль, Франция) — французский бизнесмен, генеральный директор Danone и заместитель председателя совета директоров и член Исполнительного комитета с 2000 года. Также директор первого паевого инвестиционного фонда danone.communities, поддерживающего социальный бизнес.

## Карьера
Выучившись в HEC Paris Эммануэль в 1986 году начинает работать в Bain & Company. Затем переходит в инвестиционный банк Barings.
В 1993 году переходит в Legris Industries в качестве административного и финансового директора, через три года, в 1996 году был повышен до исполнительного директора.
В 1997 году возглавляет финансы, стратегию и информационные системы в Danone. В 2000 году становится финансовым директором и членом исполнительного комитета.
В 2005 году назначен вице-президентом Азиатско-тихоокеанского региона, руководителем оперативной деятельности.
После встречи с Франк Рибоунд и Мухаммадом Юнусом, инициировал создание социального венчурного фонда Grameen-Danone Foods, Ltd в Бангладеш. В конце 2006 года, он создаёт и возглавляет danone.communities — первый французский паевой инвестиционный фонд, для поддержки социального бизнеса.
С января 2008 по сентябрь 2014 годов, занимал должность заместителя генерального директора Danone, отвечающего за основные корпоративные функции, и был назначен заместителем председателя совета директоров в апреле 2011 года.
По приглашению Чико Уитакера, посещает Всемирный социальный форум в Белеме в 2009 году.
Фабер совместно с Мартином Хиршем создаёт фонд «Business and Poverty» (Бизнес и бедность). Это лаборатория социальных экспериментов, созданная председателем HEC в Париже в 2010 году, который собирает компании и организации для сокращения бедности и изоляции во Франции.
С 2011 года он возглавляет Комитет по стратегическому руководству в Институте экономического и социального развития (IEDES) парижского университета Panthéon-Sorbonne University.
Вместе с Майклом Лонсдейлом и Эриком-Эммануэлем Шмиттом он был выбран одним из трех французских спонсоров Всемирного дня молодежи в 2011 году.
В 2013 году, по просьбе французского министра развития Паскаля Канфина, Эммануэль совместно с Джей Найду пишет доклад о реформировании официальной помощи: «Мобилизация действующих лиц: новый подход к помощи в целях развития».
В октябре 2014 года он стал генеральным директором Danone.
1 января 2015 года он был назначен председателем исполнительного комитета Danone.
В июне 2016 года он дал вступительное слово выпускникам HEC, сказал о необходимости людей собираться вместе и «разрушать стены».
15 марта 2021 года стало известно, что Фабер был освобожден от должности генерального директора и председателя правления компании Danone.

## Доход
В 2012 году его ежегодный доход составил 3.9 миллионов евро.